# Simbácio (logóteta)

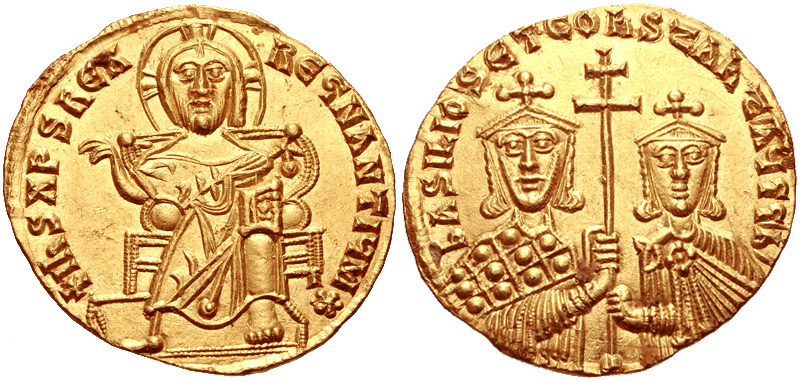
Soldo de

Simbácio (em grego medieval: Συμβάτιος; romaniz.: Symbátios), também chamado Sabácio (Σαββάτιος, Sabbátios) e apelidado o Armênio (ὁ Ἀρμένιος), foi um oficial bizantino do século IX, ativo durante o reinado do imperador Miguel III, o Ébrio (r. 842–867).

## Nome
Simbácio (Symbatius) é a forma latina do armênio Sembate (Սմբատ, Smbat), que embora se saiba ter uma origem iraniana, não se conhece seu significado. Foi registrado em grego com Simbácio (Συμβάτιος, Symbátios), em persa novo como Sunfade (سانپاد, Sunfād) e Simbá / Simbade (سندباد, Sinbād). A tradição armênia preservada em Moisés de Corene atribuiu a origem do nome a Xambate (Շամբաթ, Šambatʻ), um suposto hebreu ativo nos tempos do mítico Valarsaces I.

## Vida
Simbácio era patrício, logóteta do dromo e estratego do Tema Tracesiano. Em algum momento antes de 866, casou-se com uma filha do césar Bardas, talvez a jovem de nome Irene que foi sepultada no túmulo de sua família na igreja do Mosteiro de Gástria. Em 21 de abril de 866, participou no assassinato de seu sogro, talvez esperando ocupar sua posição. Simbácio não foi promovido à posição de césar e deixou a cidade, momento esse que foi nomeado como chefe do Tema Tracesiano. Nessa posição, aliou-se a Jorge Pegánes e revoltou-se contra Basílio I, o Macedônio, recém-nomeado coimperador por Miguel. A revolta eclodiu no verão daquele ano, mas foi suprimida no inverno de 866/867. Simbácio perdeu um olho e a mão direita e teve que implorar por sua vida por três dias no Palácio de Lauso, em Constantinopla, depois do que foi banido. Mais tarde seu exílio foi revogado.